# 佛羅里達 (考卡河谷省)
佛羅里達（西班牙語：Florida，發音：[floˈɾiða]）是哥倫比亞考卡河谷省的城鎮，位於該國西部，距離首府卡利41公里，始建於1825年，海拔高度1,038米，主要經濟活動有農業和畜牧業，2005年人口为56,008人。